# Conrad Xalabarder i Puig
Conrad Xalabarder Puig (Caldes de Montbui, 3 de setembre de 1899 - Barcelona, 15 de desembre de 1979) va ser un metge català.
Fill de l'Eduard Xalabarder i Serra, un dels promotors del Patronat de Catalunya per a la Lluita contra la Tuberculosi, realitzà els seus estudis de Medicina a Barcelona i durant l'època d'estudiant presidí l'Agrupament Escolar de l'Acadèmia i Laboratori de Ciències Mèdiques de Barcelona. Acabà la carrera el 1923, després de llicenciar-se amb premi Extraordinari de Llicenciatura. L'any següent és nomenat metge de l'Sanatori Antituberculós de Torrebonica. Més endavant, l'any 1926, se li encarrega la direcció de la institució. El 1927 es va doctorar amb un estudi sobre l'aplicació del tiosulfat sòdic en el tractament de la tuberculosi. L'any 1930, juntament con los doctors Lluís Sayé i Jacint Reventós i Bordoy, creà la Societat de Tisiología de Catalunya, precursora de la Societat Catalana de Pneumologia, de la qual és designat secretari. Defensà la teoria mutativa del Bacil de Koch, que l'any 1905 ja havia proposat Jaume Ferran i Clua, i estudià a els efectes de la quimioteràpia antituberculosa sistemàticament.
Quan a la seva tasca científica, es dedicà a la tuberculosi, tant en els aspectes de clínica i terapèutica com en l'estudi morfològic i evolutiu de l'agent causal, el bacil de Koch, amb aplicació de la microscòpia electrònica, convertint-se en un dels pioners d'aquesta tècnica a Catalunya, i a tot l'estat. Les seves idees, molt originals, foren poc acceptades, el que el portà a treballar bastant en solitari en una institució social, l'Institut Antituberculós Francesc Moragas, encabit dins del que era denominat popularment "dispensaris blancs", i creat per la Caixa de Pensions a Barcelona. El 1934, fundà i edità gairebé tot sol, fins a la seva jubilació la revista “Publicaciones del Instituto Antituberculoso Francisco de Moragas”, on explicava les seves aportacions.
En els anys de la Guerra Civil Espanyola treballà intensament en l'assistència sanitària dels nens refugiats a través de l'Ajut Infantil a Reraguarda. El doctor Xalabarder munta el primer microscopi electrònic de Barcelona i propicia que els seus estudis dels bacteris siguin els primers que, a nivell de microscòpia electrònica, es fan al món. L'any 1962, fou un dels promotors de la represa de les activitats de la Societat Catalana de Biologia a l'Auditori dels 'dispensaris blancs'. En aquest sentit, Barcelona dona nom a un dels seus carrers en agraïment al doctor Conrad Xalabarder per la seva destacada tasca cientifica, i també per la represa de les seves activitats als Dispensaris Blancs. Entre 1963 i 1965 presidí l'Associació de Patologia respiratòria de l'Acadèmia de Ciències Mèdiques. Fou ponent del Setè Congrés de Metges de Llengua Catalana, i s'encarregà d'organitzar a Catalunya múltiples reunions de l'especialitat. Després de la seva jubilació havia arribat a publicar més de dos-cents treballs fruit de la seva meticulosa observació en els camps de la físico-química, de la histologia, de la bacteriologia i de la microscòpia electrònica.
El Museu d'Història de la Medicina de Catalunya recull l'arxiu mèdic històric del fons dels doctors Xalabarder, una nissaga de metges interessats en el camp de la pneumologia que s'inicià amb Eduard Xalabarder Serra (1869-1922), continuà amb el seu fill, Conrad Xalabarder Puig i el seu net, Eudald Xalabarder Conca (1931-). Aquest fons està més relacionat amb la vida professional dels dos primers metges de la nissaga i, de manera concreta, amb el rerafons de la lluita contra la tuberculosi portada a terme a Catalunya des de finals del segle xix. El fons històric Xalabarder permet d'estudiar els orígens de la gran campanya de prevenció i lluita contra la tuberculosi iniciada per l'Acadèmia d'Higiene de Catalunya, institucionalitzada des del 1904 a partir de la creació del Patronat de Catalunya per a la lluita contra la tuberculosi i del primer dispensari antituberculós establert a la ciutat de Barcelona.